# Saturanga
|    | |    |    |    |    |    |    |
|    | \| \| \| \| \| \| \| \| \| \| \| \| \| \| \| \| \| \| \| \| \| \| \| \| \| \| \| \| \| \| \| \| \| \| \| \| \| \| \| \| \| \| \| \| \| \| \| \| \| \| \| \| \| \| \| \| \| \| \| \| \| \| \| \| \| \| \| \| \| \| \| \| |    |    |    |    |    |    |
|    | |    |    |    |    |    |    |
| a8 | b8 | c8 | d8 | e8 | f8 | g8 | h8 |
| a7 | b7 | c7 | d7 | e7 | f7 | g7 | h7 |
| a6 | b6 | c6 | d6 | e6 | f6 | g6 | h6 |
| a5 | b5 | c5 | d5 | e5 | f5 | g5 | h5 |
| a4 | b4 | c4 | d4 | e4 | f4 | g4 | h4 |
| a3 | b3 | c3 | d3 | e3 | f3 | g3 | h3 |
| a2 | b2 | c2 | d2 | e2 | f2 | g2 | h2 |
| a1 | b1 | c1 | d1 | e1 | f1 | g1 | h1 |

| a8 | b8 | c8 | d8 | e8 | f8 | g8 | h8 |
| a7 | b7 | c7 | d7 | e7 | f7 | g7 | h7 |
| a6 | b6 | c6 | d6 | e6 | f6 | g6 | h6 |
| a5 | b5 | c5 | d5 | e5 | f5 | g5 | h5 |
| a4 | b4 | c4 | d4 | e4 | f4 | g4 | h4 |
| a3 | b3 | c3 | d3 | e3 | f3 | g3 | h3 |
| a2 | b2 | c2 | d2 | e2 | f2 | g2 | h2 |
| a1 | b1 | c1 | d1 | e1 | f1 | g1 | h1 |

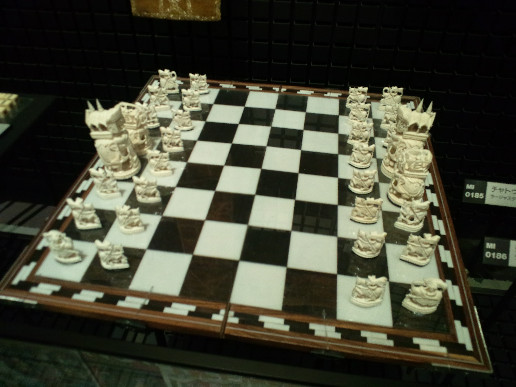
Bàn cờ Chaturanga từ Rajasthan, Ấn Độ, trưng bày tại Bảo tàng Dân tộc học Quốc gia ở Osaka (Nhật Bản)

Saturanga hay Chaturanga (chữ Phạn: चतुरङ्ग caturaṅga) là một trò chơi cờ của Ấn Độ thời kỳ Gupta được cho là thủy tổ của các loại cờ như cờ vua, cờ tướng (Trung Quốc), shogi (Nhật Bản), janggi (Triều Tiên và Hàn Quốc), cờ ốc (Thái Lan, Malaysia và Campuchia), sittuyin (Miến Điện), cờ tư lệnh (Việt Nam),... Trò chơi này được phát triển trong thời kỳ Đế quốc Gupta, Ấn Độ vào khoảng thế kỷ 6. Đến thế kỷ 7, Saturanga được du nhập vào Vương quốc Sasanid với tên mới là Shatranj, và từ đó phổ biến đến châu Âu trong thời kỳ Hậu Trung Cổ.

## Giới thiệu
Saturanga được chơi trên bàn cờ có 8 cột dọc và 8 hàng ngang giống với bàn cờ vua. Mục tiêu của trò chơi này là chiếu hết đối phương, làm đối phương hết nước đi hoặc bắt tất cả các quân (không cần bắt Vua) của đối phương.
Các quân cờ trong Saturanga có ảnh hưởng đến nhiều quân cờ trong các trò chơi sau này, như cờ vua, cờ tướng.

## Luật chơi
Các quân cờ được sắp xếp như hình trên. Ngoài các luật như dưới đây, các luật khác về vị trí các ô đến tương tự như cờ vua.
| Hình ảnh | Tên                                            |
| -------- | ---------------------------------------------- |
|          | Vua (raja)                                     |
|          | Sĩ (mantri (bộ trưởng), senāpati (tướng quân)) |
|          | Xe (chariot, śakata, ratha (xe ngựa))          |
|          | Tượng (gaja, hastin (voi))                     |
|          | Mã (aśva)                                      |
|          | Tốt (padàti, bhata (binh), sainika)            |

- Vua (raja): Di chuyển đến một trong 8 ô quanh nó theo hướng ngang, dọc hoặc chéo. Raja không có nhập thành.

Trong cờ tướng, Tướng (tương tự vua) di chuyển theo cách tương tự nhưng không có hướng chéo. Đây là nguyên nhân cho một số quan điểm về việc cờ tướng ra đời trước Saturanga, nhưng một số người khác lại cho rằng đó là cách đi của phiên bản nguyên thuỷ hơn của Saturanga.
Khi vua ở một trong 3 trạng thái sau thì xem như thua cuộc:
1. Bị bắt (chiếu hết).
2. Hết nước đi (không thể di chuyển quân cờ nào hợp lệ hoặc Vua chắc chắn bị bắt nếu di chuyển). Một số nguồn tin cho rằng luôn có một quân cờ phải được di chuyển bằng bất cứ giá nào.[1]
3. Đơn độc (tất cả các quân còn lại đều bị bắt). Trong Shatranj, điều tương tự cũng xảy ra, trừ khi đối phương cũng khiến Vua bên kia đơn độc theo (hai vua đơn độc, ván cờ khi đó được xử hoà).

- Sĩ (mantri, senāpati): Di chuyển 1 ô theo hướng chéo.
- Xe (chariot, śakata, ratha): Di chuyển theo hướng ngang hoặc dọc với số ô tuỳ ý.
- Tượng (gaja, hastin (voi)): Có ba cách di chuyển từng được ghi nhận trong văn học cổ đại:

1. Di chuyển 2 ô theo hướng chéo.
  1. Một số quân cờ có cách di chuyển giống như vậy có thể kể đến như boat trong Chaturaji của Ấn Độ[2], alfil trong Shatranj của Iran, Senerej của Ethiopia, Tamerlane của Mông Cổ và Courier thời Trung cổ.
  2. Quân tượng trong cờ tướng di chuyển tương tự, trừ việc nó có thể bị cản ở mắt tượng và không thể qua sông.
2. Di chuyển như Sĩ hoặc 1 ô về phía trước.
  1. Các quân như khon trong Makruk của Thái Lan, sin trong Sittuyin của Miến Điện hay tướng bạc trong Shogi của Nhật Bản có cách đi tương tự.
  2. Quân cờ này được đề cập trong tập 1030 của cuốn sách "Tarikh Al-Hind" (Lịch sử Ấn Độ) của Al-Biruni.
3. Nhảy qua một ô và đến ô tiếp theo liền kề theo hướng ngang hoặc dọc.
  1. Với việc tướng vàng trong Shogi của Nhật Bản có cách đi ("như vua nhưng không đi chéo lùi"), một số người đã đặt ra câu hỏi liệu quân tướng vàng này có phải là nguồn gốc của quân tượng trong Saturanga không.
  2. Ở một số biến thể cờ vua có sự xuất hiện của quân dabbābah với cách đi tương tự. Nước đi này được mô tả bởi kiện tướng cờ vua Ả Rập al-Adli trong tập 840 trong tác phẩm cờ vua (bị mất một phần) của ông[3][4][5][6] (dabbāba trong tiếng Ả Rập trước đây có nghĩa là một công cụ bao vây có mái che để tấn công các công sự có tường bao quanh; ngày nay nó có nghĩa là xe tăng quân đội).

- Mã (aśva): Di chuyển theo hình chữ L có kích thước 2 ô × 3 ô.
- Tốt (padàti, bhata, sainika): đi thẳng về phía trước 1 ô, khi bắt quân di chuyển 1 ô về phía trước theo hướng chéo tiến để bắt quân. Không có tiến 2 ô khi bắt đầu hay bắt tốt qua đường.[7]